# Vissersweduwe met zoon
Vissersweduwe met zoon (Gedoofd Staekelvier) of Vissersmonument (1930) is een oorlogsmonument in de Nederlandse plaats Katwijk, provincie Zuid-Holland, in de wijk/kern Katwijk aan Zee.

## Achtergrond
Prinses Juliana studeerde van 1927 tot 1929 aan de Leidse universiteit. Zij woonde in die tijd in villa 't Waelre in Katwijk aan Zee. In 1930 nam ze officieel afscheid van Katwijk, ze bood bij die gelegenheid een beeld aan dat herinnert aan de vissers die tijdens de Eerste Wereldoorlog zijn omgekomen. Het monument werd ontworpen door beeldhouwer Louis van der Noordaa, in samenwerking met architect Herman van der Kloot Meijburg, en werd uitgevoerd door L. Hagedoorn uit Scheveningen.
Op 19 september 1930 werd in de Oude Kerk een plechtigheid gehouden met 1200 genodigden, burgemeester Jan Schokking hield een herdenkingsrede. Na de dienst werd buiten het monument door prinses Juliana onthuld.

## Beschrijving
Het granieten monument toont een vissersweduwe ten voeten uit, gekleed in traditionele kledij. Zij heeft haar hoofd gebogen en houdt haar handen op de schouders van een jonge knaap, die voor haar staat met zijn pet in de hand. In de rechthoekige sokkel is in reliëf een logger te zien die wordt aangehouden door een onderzeeër. Op 28 mei 2024 kreeg het kunstwerk een groot informatiebord, waar ook de oorspronkelijke titel (Gedoofd Staekelvier) op te lezen is en informatie over het hoe en waarom van het beeld.
De opschriften luiden:

de zee zal de dooden in haar wedergeven

ter nagedachtenis aan de stoere visschers die gedurende de

oorlogsjaren 1914 1918

zijn omgekomen

door door h.k.h. prinses Juliana
aan de bevolking van Katwijk
aangeboden in dankbare her
innering aan haar twee jarig
verblijf in deze gemeente
1927 - 1929

## Foto's

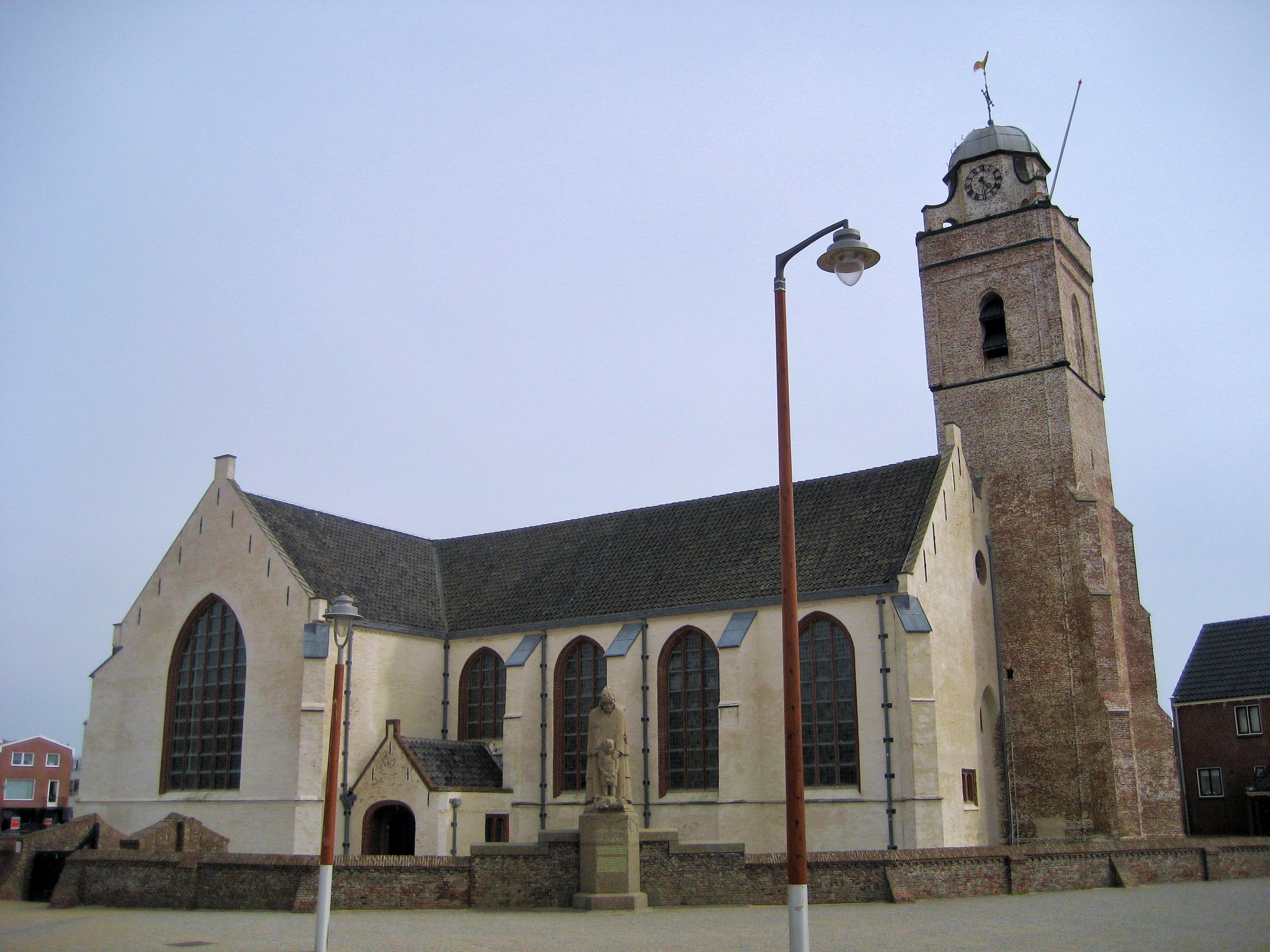
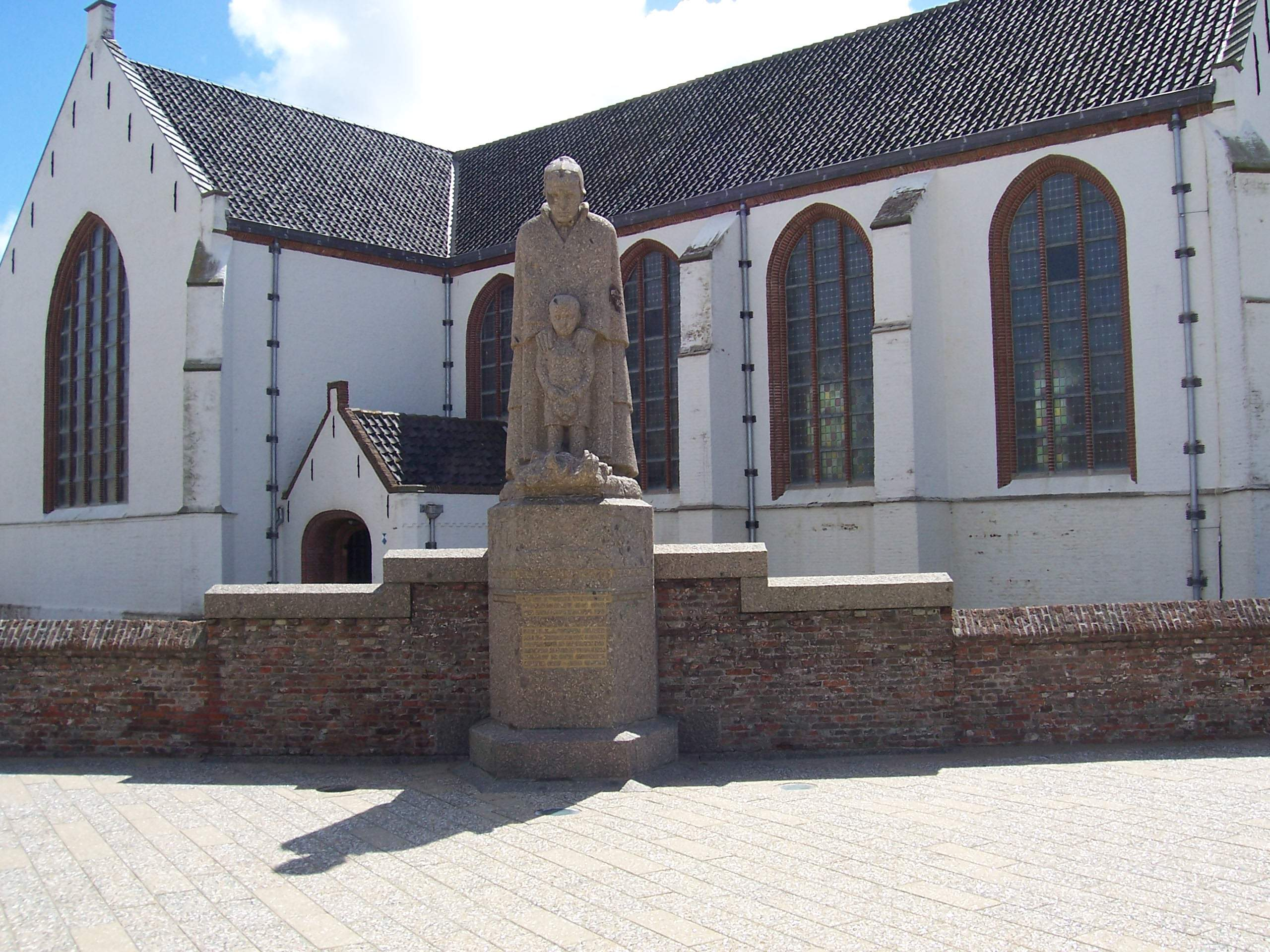
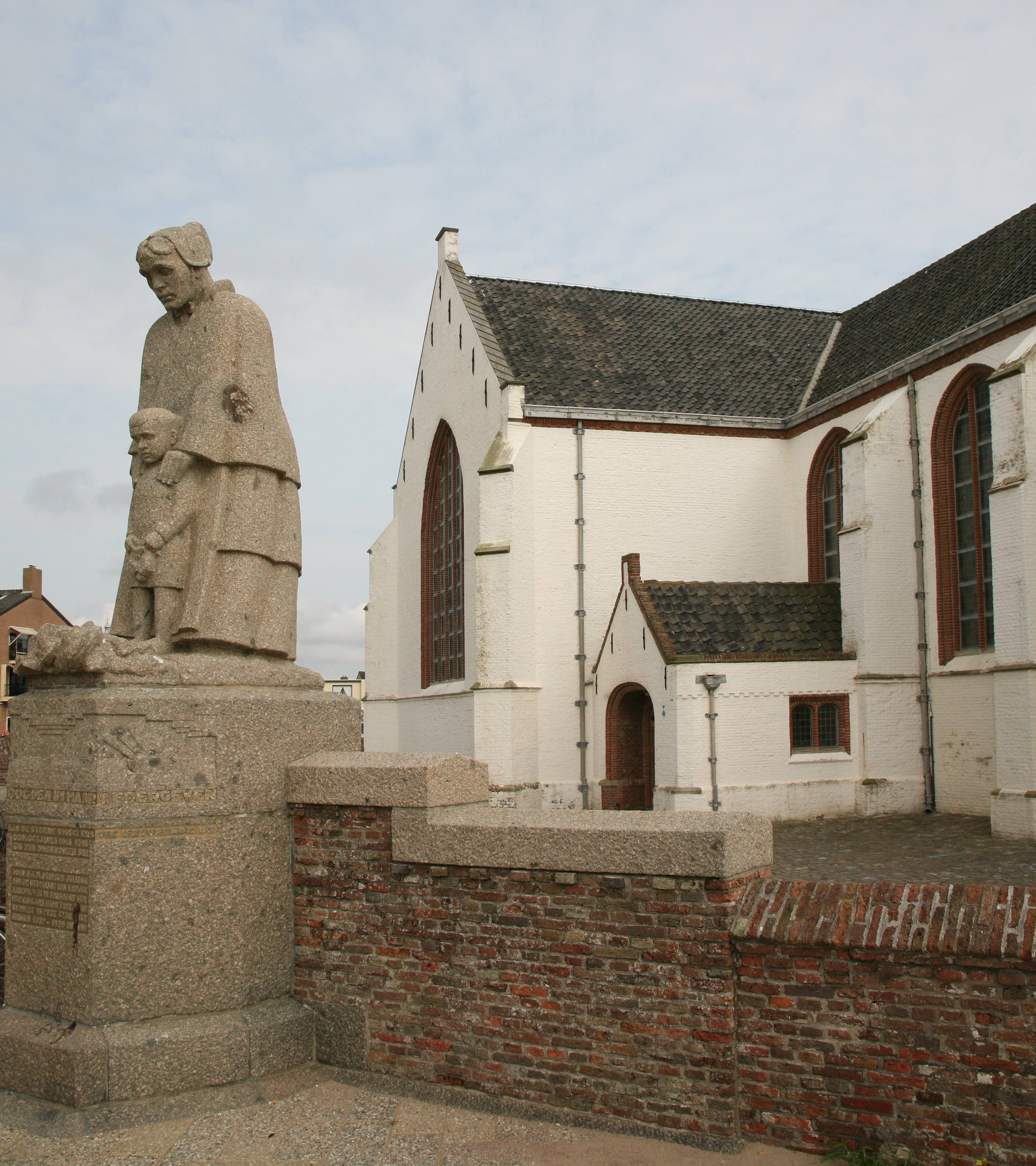